# Mickaël Madar
Mickaël Madar (Brive-la-Gaillarde, 8 maggio 1968) è un ex calciatore francese, di ruolo attaccante.